# Juan de Fuca Marine Trail
| \| \| 0,00 \| China Beach \| China Beach \| \| \| 0,00 \| Suspension Bridge \| Suspension Bridge \| \| \| 2 \| Mystic Beach \| Mystic Beach \| \| \| \| \| \| \| \| 20,6 \| Ausweichstrecke bei Flut \| Ausweichstrecke bei Flut \| \| \| \| \| \| \| \| 24 \| Loss Creek Bridge \| Loss Creek Bridge \| \| \| 27 \| East Sombrio Beach \| East Sombrio Beach \| \| \| \| \| \| \| \| 28 \| Ausweichstrecke bei Flut \| Ausweichstrecke bei Flut \| \| \| \| \| \| \| \| 29 \| Sombrio \| Sombrio \| \| \| \| \| \| \| \| 29,6 \| Ausweichstrecke bei Flut \| Ausweichstrecke bei Flut \| \| \| \| \| \| \| \| 30,2 \| Ausweichstrecke bei Flut \| Ausweichstrecke bei Flut \| \| \| \| \| \| \| \| 33 \| Little Kuitshe Creek \| Little Kuitshe Creek \| \| \| 37 \| Parkinson Creek \| Parkinson Creek \| \| \| 40 \| Payzant Creek \| Payzant Creek \| \| \| 47 \| Botanical Beach \| Botanical Beach \| |      |                          |                          |
| Kopfbahnhof Streckenanfang | 0,00 | China Beach              | China Beach              |
| Brücke über Wasserlauf | 0,00 | Suspension Bridge        | Suspension Bridge        |
| Bahnhof | 2    | Mystic Beach             | Mystic Beach             |
| |      |                          |                          |
| Strecke | 20,6 | Ausweichstrecke bei Flut | Ausweichstrecke bei Flut |
| |      |                          |                          |
| Brücke über Wasserlauf | 24   | Loss Creek Bridge        | Loss Creek Bridge        |
| Bahnhof | 27   | East Sombrio Beach       | East Sombrio Beach       |
| |      |                          |                          |
| Strecke | 28   | Ausweichstrecke bei Flut | Ausweichstrecke bei Flut |
| |      |                          |                          |
| Strecke | 29   | Sombrio                  | Sombrio                  |
| |      |                          |                          |
| Strecke | 29,6 | Ausweichstrecke bei Flut | Ausweichstrecke bei Flut |
| |      |                          |                          |
| Strecke | 30,2 | Ausweichstrecke bei Flut | Ausweichstrecke bei Flut |
| |      |                          |                          |
| Bahnhof | 33   | Little Kuitshe Creek     | Little Kuitshe Creek     |
| Strecke | 37   | Parkinson Creek          | Parkinson Creek          |
| Bahnhof | 40   | Payzant Creek            | Payzant Creek            |
| | 47   | Botanical Beach          | Botanical Beach          |

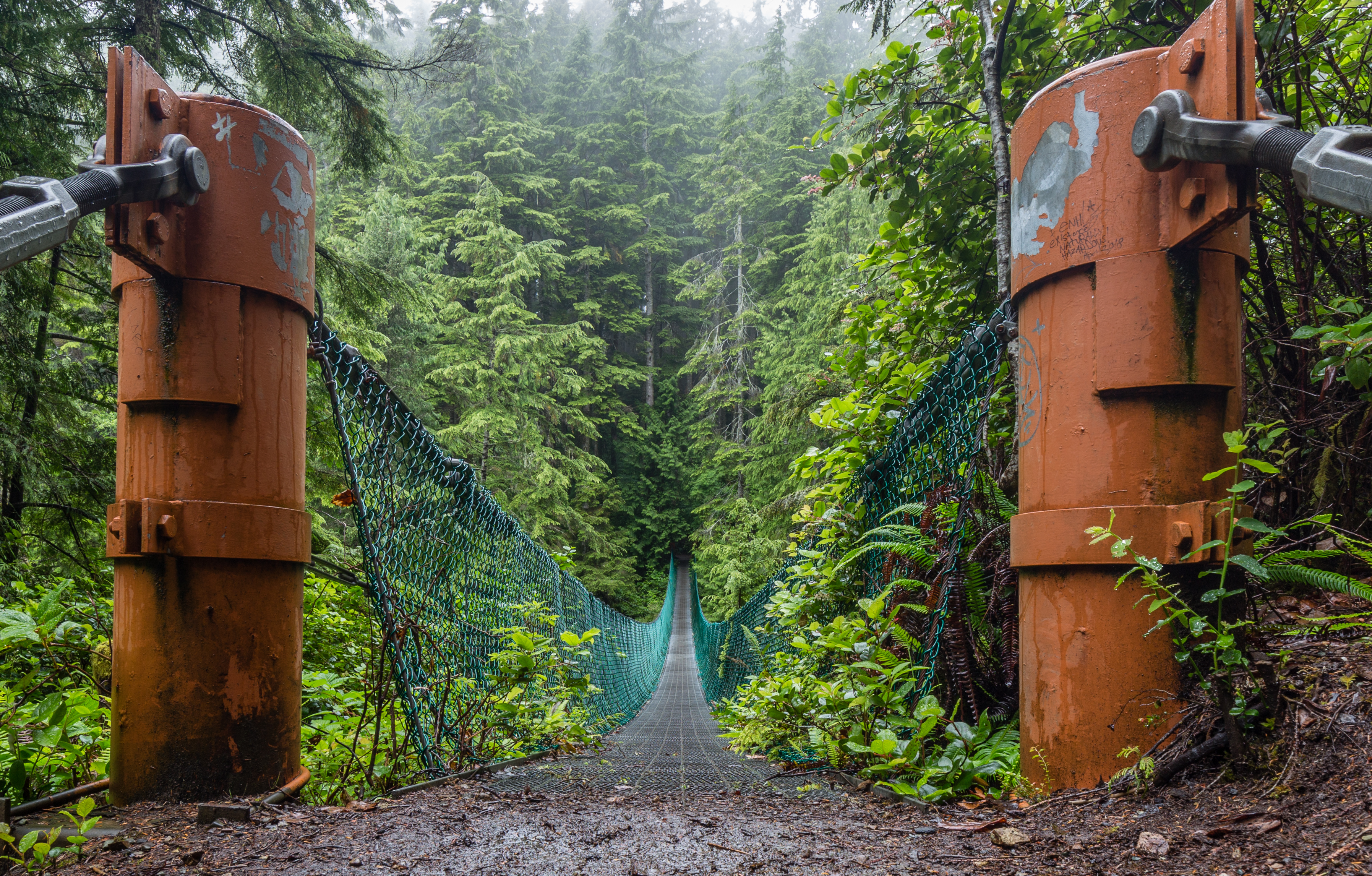
Die vom Weg genutzte Suspension Bridge am Loss Creek

Der Juan de Fuca Marine Trail ist ein anspruchsvoller, knapp 40 km langer Wildnis-Wanderweg im Juan de Fuca Provincial Park entlang der südwestlichen Küste von Vancouver Island in der kanadischen Provinz British Columbia. Der Weg erstreckt sich vom China Beach, 35 km westlich von Sooke, bis zum Botanical Beach, etwas außerhalb von Port Renfrew.

## Eigenschaften

### Wildnis
Der Regenwald-Trail bietet über die gesamte Strecke immer wieder Panorama-Sichten auf die Küste, die Juan de Fuca Strait und die Olympic Mountains. Mit etwas Glück können auch Walschulen beobachtet werden. Häufiger sind Sichtungen von Seelöwen, Weißkopfseeadlern, Reihern und anderen Wildtieren.

### Wanderungen
Der Trail kann sowohl in Abschnitten, in einer Tagestour oder auch im Ganzen in Etappen von vier bis sechs Tagen begangen werden, bei denen die Ausrüstung allerdings mitgeführt werden muss. Im Gegensatz zum längeren West Coast Trail (75 km) ist für den Juan de Fuca Trail keine Reservierung erforderlich; es wird eine Camping-Gebühr von 10 C$ pro Person und Nacht erhoben. Wenn mit größeren Gruppen gewandert werden soll, wird eine Vorausplanung empfohlen. Einige Campingplätze sind eher klein, so dass Gruppen sich durch eine frühe Ankunft Plätze sichern sollten.

### Zugänge
Diese Hauptzugänge können mit dem Auto erreicht werden; Parkplätze stehen zur Verfügung:
- China Beach
- Sombrio Beach
- Parkinson Creek
- Botanical Beach

Diese Nebenzugänge können über unmarkierte Seitenwege vom Highway 14 aus erreicht werden, wo das Auto abgestellt werden kann:
- Mystic Beach
- Bear Beach
- Magdalena Point
- Chin Beach

## Einrichtung
Der Juan de Fuca Marine Trail wurde durch Parks Canada eingerichtet, ursprünglich als Teil des Trans Canada Trail. Die Arbeiten wurden durch Island Green Forestry ausgeführt. Betrieben wird der Trail durch BC Parks. Die Regierung von British Columbia beanspruchte 2001, dass die Einrichtung zu Ehren der Commonwealth Games 1994 erfolgte, doch ist dies umstritten.

## Gefährdung
Im Januar 2007 erklärte die liberale Regierung von British Columbia die Lizenzen der Western Forest Products Inc. (WFP) für den Forstbetrieb auf 500 ha für nichtig, um das Land für die Erschließung von Wohngebieten zu verkaufen. Ungeachtet eines daraufhin durch den Rechnungshof der Provinz erstellten Berichts, der die Entscheidung im Wesentlichen als „ohne ausreichende Beachtung des öffentlichen Interesses“ missbilligte, blieb die Regierung bei ihrer Haltung.
Aufgrund der Lizenz-Kündigungen erwarb der Geschäftsmann Ender Ilkay aus Vancouver 236 ha Land von der WFP und kündigte an, ein Ressort mit 257 Hütten entlang von 12 km des Juan de Fuca Trail zu errichten. Das Projekt sah sich mit breiter Ablehnung durch Einwohner, Bürgerinitiativen, Umweltschützern und First Nations konfrontiert.
Im September 2011 stimmte das Capital Regional District (CRD) dafür, das Vorhaben des Entwicklungsträgers zu verbieten, sodass das Projekt effektiv verhindert wurde.